# Reinken (Adelsgeschlecht)

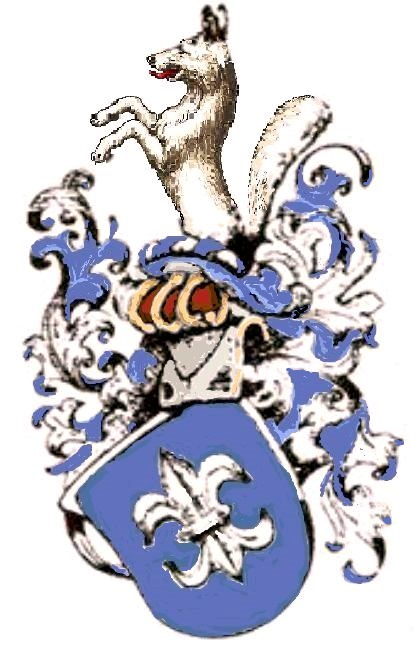
Wappen derer von Reinken, ab 1633

Reinken (auch Reyneke, Reincken, Reinicke, Reinecke, Reineke, Reiniken, Reinike, Reinke) ist der Name eines baltischen, später russischen Adelsgeschlechts sächsischen Ursprungs, das verschiedene Zweige hervorbrachte.

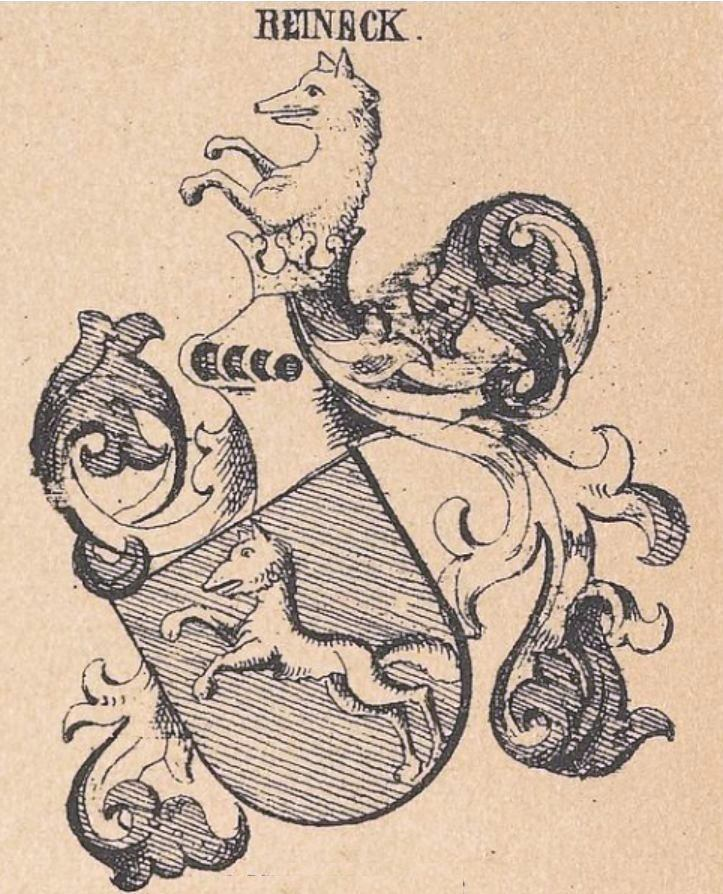
Wappen des hessischen Adelsgeschlechts von Reineck

## Herkunft und Adelstitel
Die livländischen Reinken entstammten einem Zweig einer alten sächsischen bzw. niedersächsisch-ostwestfälischen Familie (siehe von Reineck) und traten im fünfzehnten Jahrhundert in Stargard in Erscheinung. Die auch in Hessen existierende Familie erhielt am 17. März 1729 durch Karl VI. und ferner zu Wetzlar am 26. Mai 1786 Adelsrenovationsdiplome seitens des heiligen römischen Reichs. Der alte Adel wurde somit um 1730 durch den deutschen Kaiser bestätigt. Trotz des Verweises auf den alten sächsischen Adel und ein Ukas vom 6. Januar 1721 wurde eine Aufnahme des baltischen Zweiges bei der Livländischen Ritterbank aber durch die dortige Matrikel-Kommission 1733 und 1742 abgelehnt. Am 26. Juli 1840 wurde vom russischen Zaren ein Adelsdiplom und eine Wappenmehrung für Jakob Georg von Reinecke (1790–1868) per Dekret gewährt, in dem die Familie als erbliche Adlige Deutschlands aus dem 15. Jahrhundert bezeichnet werden. Zudem wurde Johann Heinrich von Reinecke (* 1791), Besitzer des Ritterguts Langenstein bei Halberstadt, mit Diplom vom 15. Oktober 1840 in den preußischen Adelsstand erhoben.

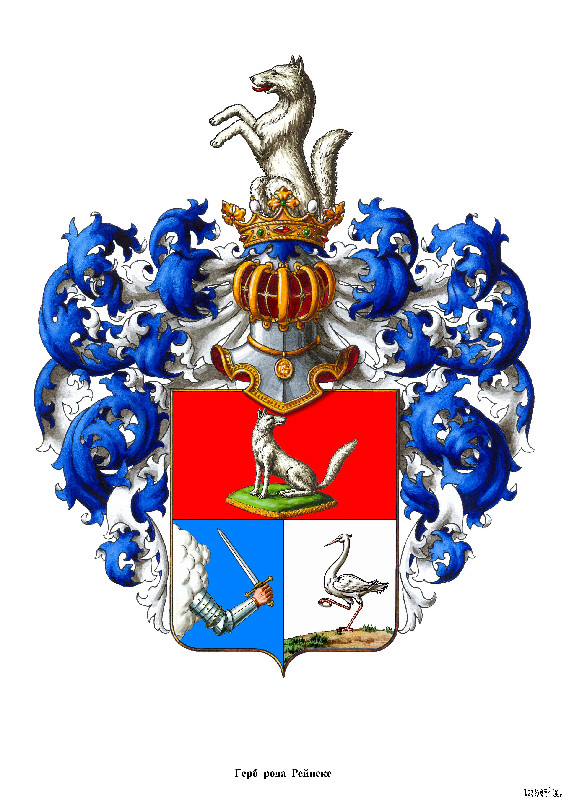
Wappen Jakob Georg von Reinecke (1790–1868)

## Wappen
Es sind mehrere Wappen bekannt
- Johann Reineke (um 1612, Stettin). Geteilter Schild mit drei Eichen auf silbernem Grund in der oberen Hälfte und drei roten Rosen auf goldenem Grund unten. Siegel-Wappen in Archiven von Stettin.
- Deutsche Zweige: Schild (silber oder blau) mit (natürlichem oder silbernem) aufgerichtetem Fuchs, einen Knochen im Rachen haltend; auf dem bewulsteten Helm desgleichen[7]. Es besteht nahezu Wappengleichheit mit Reineck (thüringisches Adelsgeschlecht).
- Zweig nach Franciscus von Reineke (1601–1665), Wappen etwa ab 1633: Blauer Schild mit silberner Lilie, Helmzier mit aufgerichtetem silbernen Fuchs. Zahlreiche Siegel hiervon (aus dem Jahre 1656) waren noch 1905 im livländischen Ritterschaftsarchiv erhalten.
- Russischer Zweig nach Jakob Georg von Reinecke (1790–1868), Wappen ab Juli 1840: Geteilter Schild oben in rotem Feld silberner Fuchs auf grünem Kissen; unten gespalten links in hellblauem Feld geharnischter Schwertarm aus Wolke, rechts schreitender Storch auf Silber; Helmzier mit steigendem weißen Fuchs.
- Preußischer Zweig in Halberstadt nach Johann Heinrich von Reinecke (* 1791), Wappen ab Oktober 1840: in Gold ein roter, einen hügeligen Berg schrägrechts hinaufklimmender Fuchs[8]

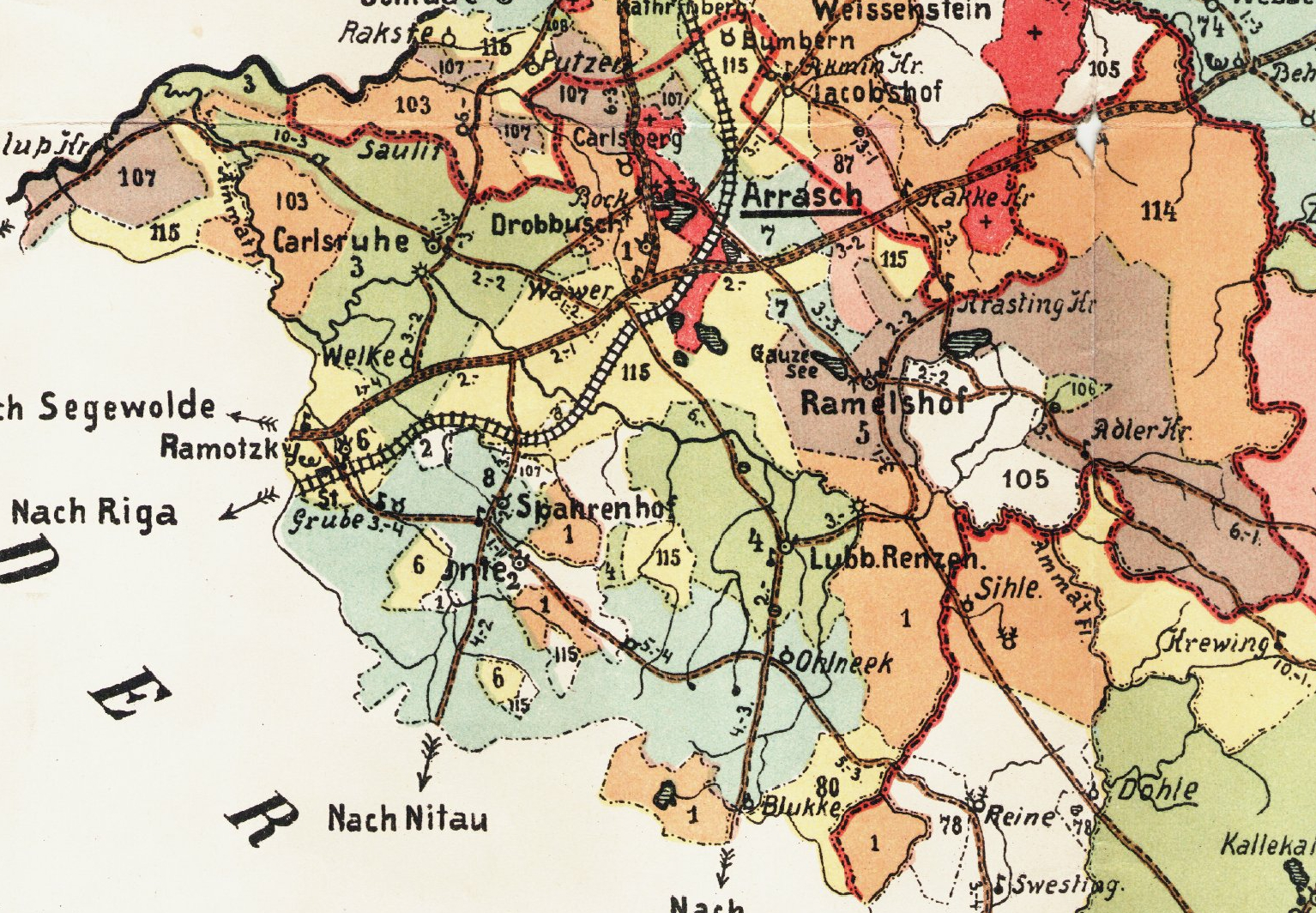
Gut Bumbern, Kirchspiel Arrasch (1903)

## Güter und Wohnsitze
- Um 1672 Gut Bombern im Kirchspiel Arrasch bei Wenden
- 1751 bis 1760 Stürzenhof (lett. Startas muischa) in Livland (Kirchspiel Ronneburg)
- Nach 1725 wird Heinrich Johann Reinicke durch Kauf Erbherr auf Klein-Wrangelshof (lett. Mazbrenguli; im Kirchspiel Dikkeln, heute Dikļi, Wolmar)
- 1738 bis 1742 Gut Lodenhof/Laudan im Kirchspiel Schujen im Besitz von Hauptmann Reinecke (wohl: Franz von Reinecke (1696–1760))
- Im Jahr 1801 erhielt Franz von Reinecke (1746–1821) vom russischen Kaiser das Gut Grothusenshof (Landkreis Wenden, im Kirchspiel Alt-Pebalg).[9] Seine Nachfahren verpfändeten dieses 1841.
- Um 1829 bis 1855, Rittergut Langenstein[10] bei Halberstadt[11]

## Namensträger (Auswahl, Daten teilweise nur geschätzt)

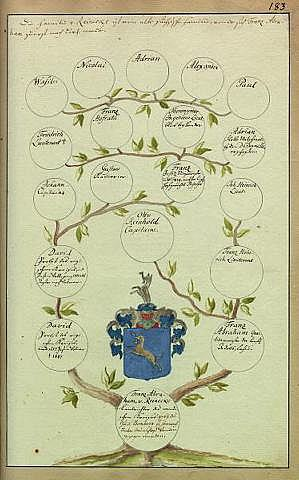
Filiation nach Franciscus Abraham gen. Reinicius (1601–1665)

### Älteste Namensträger mit unklarer Zuordnung
- Kaspar Reynaker, um 1300 begütert bei Eisenach; Nachkommen wurden Herren von Reineke benannt
- Familie Ziesel wüst bei Homburg (van Czesel, 1366 Braunschweig)[12]
- Reyneke van Czelle, gelobt Urfehde 1475 in Brakel[13]

  - Hinrich Reyneken, genannt von Czelle, schwört unter Eid Urfehde 1475 in Brakel[14]
- Hans Reyneken (erwähnt 1495 bis 1514 in den Erbebüchern der Stadt Riga)[15]
- Reyneken, Pockenarzt in Reval (erwähnt April 1499)[16]

### Älteste Linie im Ostseeraum
- Asmus Reynecke (* vor 1540; † um 1570 Stargard), erwähnt als Bürger 1540 und 1567
  - Asmus Reynecke, Mitglied des Stadtrates von Stargard und ab 1593 Landvogt
    - (?) Johannes Reineke (um 1612, Stettin)
      - (?) Jacob Reinken († um 1652), Landvogt, Sakristei in St. Johannes (Stargard)
        - Johann Reinken († 1701), Senator in Stargard

  - Josua (Josias) Reincke (erwähnt 1545, 1601)
  - Samuel Reincke
  - David Reiniken (* vor 1570 Stargard; † 26. Januar 1622 Pest in Riga); Gymnasium St. Marien in Stettin und Universität Königsberg, 1589 Präzeptor, 1613 Collega am Domkolleg in Riga; ⚭ 1594 in Riga (I.) Margaretha von Mullen[17] (Tochter des Hans von M., sie (? † vor 1605) besitzt 1630 einen Heuschlag in Spilwe (lett:  Spilve) bei Riga; lebt 23. April 1650?); ⚭ vor 1607 (II.) N.N. Krabbe
    - Margaretha Reinecke, Witwe in Riga 1654; ⚭ ebd. Simon Trew, Bürger, Apotheker und Gewürzhändler 1611 in Riga
    - David II Reinecke (* 1597 Riga; † 17. Juni 1635 Königsberg); studiert 1617 in Greifswald und Königsberg, Tutor des Prinz Jakob von Kurland[18] aus der Familie Kettler; ⚭ (1) Elisabeth Langerfeldt (geb. Schlieben), Witwe des Altstädtischen Richters Georg Langerfeldt[19]; ⚭ (2) Virginia Barbara von Kohlen
      - aus (1) Elisabeth Reinicke (* 27. Mai 1622, Königsberg)
      - David III Reinicke (* 11. September 1623, Königsberg)
      - Anna Reinicke (* 10. Januar 1626, Königsberg)
      - aus (2) Antonius Reinicke (* 1631, Königsberg)
      - Barbara Reinicke (* 1633; † 5. Juni 1715 Königsberg); ⚭ Christoph Colb, Bürger und Malzenbrauer der Altstadt (Königsberg)
        - Christoph Colb (* 1657 Königsberg; † 20. Juni 1689 ebenda), Dozent an der Universität Königsberg, Astronom[20] und Reisender; um 1684 bei Gottfried Kirch, bekannt mit David Bläsing

    - Evert Reinecke († Dez. 1656 an der Pest in Riga), 1625 Eisenkrämer in Riga
      - Maria (lebt März 1673); ⚭ nach 1662 Jürgen Straub in Riga

    - Daniel Reinecke († 1658 Riga), 1646 als naher Verwandter der Witwe Marten Zagen erwähnt
    - Hans Reinecke (1603–1657), Bürger und Flachswraker 1649 in Riga

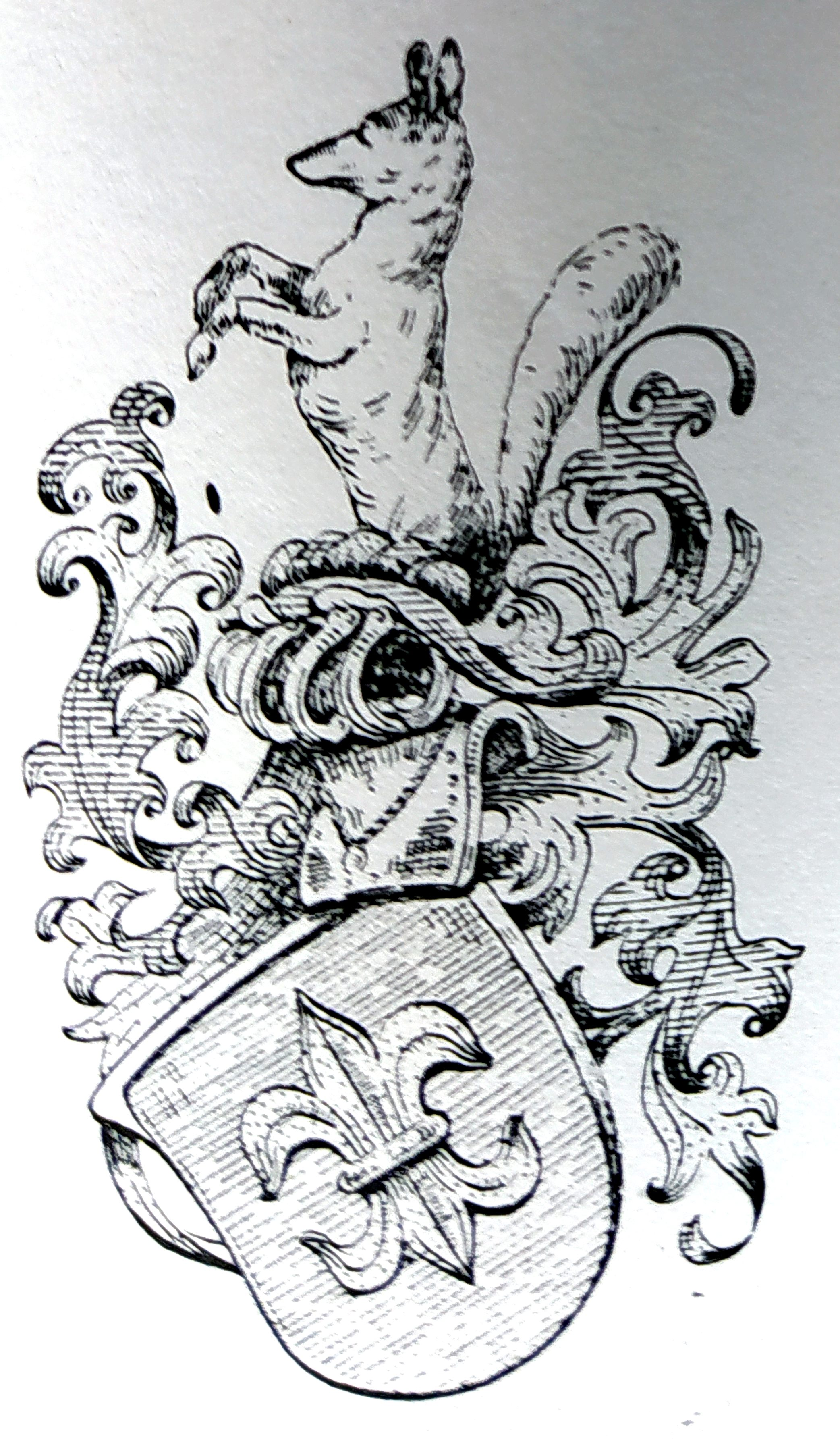
Allianzwappen Reineke-Kippe ab 1633; nach E. Seuberlich (1938)

    - Allianzwappen Reineke-Kippe ab 1633; nach E. Seuberlich (1938) Franciscus Abraham von Reiniken gen. Reinicius (* 1601 Riga; † 14. November 1665 Wenden), 1625 Universität Königsberg, Richter in Wolmar, ab 1637 Landrichter[21] in Wenden, wohnt Catharinenstraße[22]; 1642 Bezirksrichter, Assessor am Livländischen Hofgericht und Dockmann. 1652 erwähnt von Erich Oxenstierna (Sohn des Axel Oxenstierna); 1657 beteiligt an Übergabeverhandlung von Wolmar; 1662 Verkauf von Spilwe, 1672(?) Arrendebesitzer von Gut Bombern im Kirchspiel Arrasch[23]; ⚭ 1633 Helena Kippe († vor 1673, Wappen silberne Lilie auf Blau[24], Tochter von Joachim Kippe (* um 1579 Riga, † 31. Mai 1618 ebd.)[25], Schwester des Joachim Kippen (von Leyonfeldt; * um 1612; 1639 Landgerichtsassessor[26]; 1645 Hofgerichtsassessor; 1651 schwedisch geadelt))[27]
      - David Reincken (* um 1630 Riga; † 1687 Wolmar); 1644 Kons.-Ass; 1648 Studium[28] in Uppsala, ab 1657 Pastor in Wolmar zu Pestzeiten, später Präpositus bzw. Probst[29] des Rigaschen Kreises; ⚭ Anna Elisabeth Oldenburg († 1720 in Wolmar, evtl. Tochter des Heinrich Oldenburg aus Dorpat oder des David Oldenburg aus Riga; besitzt 1688 als Witwe das Haus in der Catharinenstraße in Wenden)
        - Franz Reiniken († 1710)
        - Johann Reincken († 1710 bei Moskau)
        - Helena Reincken, ⚭ Ludolph Pagomke
        - Maria Elisabeth Reincken († 2. Juni 1688 Wolmar), ⚭ Johann Georg Vogt
        - David II von Reinken (* 26. Februar 1661 Riga; † 4. April 1722), 1681 stud. Königsberg; 1688 Pastor in Luhde (heute Lugaži in Valka); Februar 1701 Bericht an den Generalgouverneur Dahlberg über Aufgebot zur Landesverteidigung[30]; 1704 russ. Gefangenschaft; 1711–1717 Pastor in Walk, 1714 Probst[31]; ⚭ Helene Gerngross[32], Tochter des Wohlfahrter Pastors Johann Gerngross (* Kruthen; immatrikuliert Königsbg. 1657, † nach 1675)[33]

      - Anna Margaretha Reiniken, ⚭ Wenden 1650 Hans Schultz (aus Lüneburg), 1661–1675 Bürgermeister von Wenden und Besitzer des Lubbert Renz-Hauses[34]
      - Axel Erich Reinken (lebt um 1669 und 1678)
      - Catharina Reinken, ⚭ vor 1660 David Oldenburg aus Riga, 1653 Leneincks Haus, 1661 Schlossverwalter und Besitzer des Lubbert Renz-Hauses, 1661–1669 Gerichtsvogt und Kämmerer in Wenden
        - Anna Elisabeth Oldenburg (erbte Leneincks Haus in der Catharinschen Gasse in Wenden vom Vater) ⚭ N.N.(David?) Reincken (? * um 1630 Riga)

      - Helena Reinken (* Wenden; † n. 1698), ⚭ 1660 Assessor Justus von Mensenkampff[35] (* 1628 Hameln; † 1693 Stockholm), 1680 Besitzer des Guts Lubbert-Renzen[36] als Pfand vom Eigentümer Franz II Abraham Reinicke
        - Justus III von Mensenkampff, ⚭ Katharina Gerngross (* um 1680, Tochter d. Johann Gerngross * um 1650)

      - Franz II Abraham Reinken († 28. Mai 1707), 1679 Lyzeum Riga; 1682 nach Kauf von Schwager Oldenburg Besitzer des Lubbert Renz-Hauses in Wenden[37]; 1663–86 Korporal u. 1666 Quartiermeister der Komp. d. Otto von Rosen im Reiter-Rgt. Livländische Adelsfahne, 1688–1702 Gut Bombern, 1689–91 Kornet in Oberst Wrangels Regiment, 1702 Leutnant in Laurentzen's Freidragoner-Eskadron (aufgestellt aus fünf livländischen Städten); ⚭ Anna-Maria von Medem
        - Franz Heinrich von Reinecke (1669–1714), Leutnant, ⚭ Anna Dorothea Felster (* 1653; † 1745)

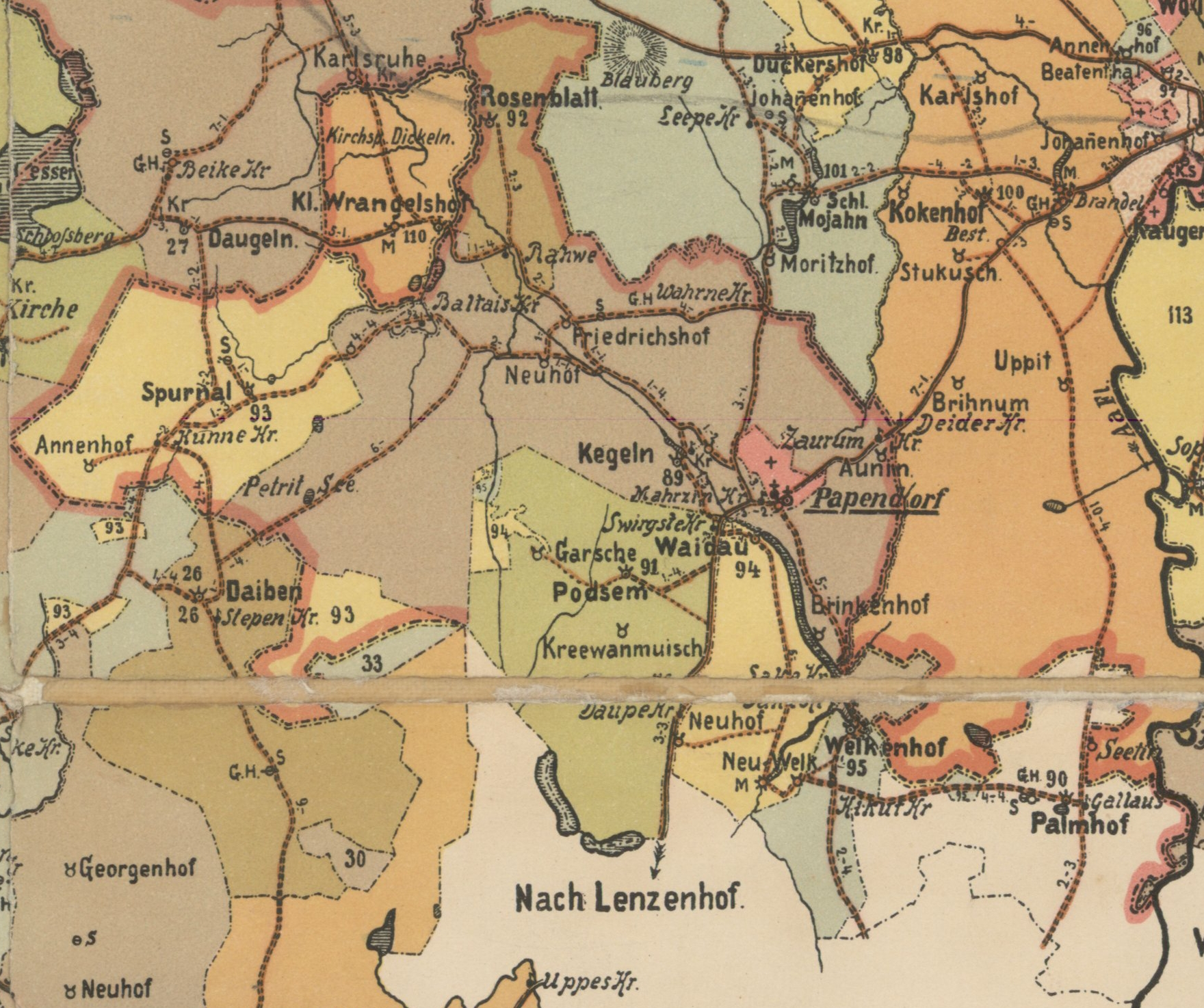
Klein-Wrangelshof, "Wegekarte des Wolmarschen Kreises mit den Kirchspiels- und Gutsgrenzen" (1903)

          - Klein-Wrangelshof, "Wegekarte des Wolmarschen Kreises mit den Kirchspiels- und Gutsgrenzen" (1903) Henrik Johan von Reinecke; Feldwebel Garnisons-Rgt. Riga; 1701 Leutnant im Dragoner-Rgt. Gustav Ernst von Albedyll; 1710 Garnison in Riga; ab 1725 nach Kauf Erbherr auf Klein-Wrangelshof; 1733 Leutnant; ⚭ nach 1734 Anna Gertrud Gerngross († 1755; Tochter des Herbert Gerngross † 1689 Wolmar), kinderlos
          - Catharina Justina von Reinecke (* 1705; † 1759), Erbin von Klein-Wrangelshof; ⚭ Hauptmann Christoph Wilhelm von Oberhoff (erwähnt 1748)
            - Anna Dorothea von Oberhoff (erwähnt am 15. April 1761, Verkauf Klein-Wrangelshof)[38]

          - Carl von Reinecke (* um 1707; † 27. Dezember 1750 Ostbach in Kurland), Arrendator des Gutes Strandhof

        - Otto Reinhold von Reinecke (* 1673; † nach 1733); 1703 Leutnant Öselsche Landdragoner-Eskadron unter Mathias Giging (* 1664), dort Rittmeister 1707, Schlacht bei Lesnaja, Poltawa, Rittmeister 1709, im Gefolge des Karl XII. nach Bender und Stralsund, später Landpächter in Estland; 1733 Kapitän; ⚭ Anna-Elisabeth Gandt von Schiwelbein (lebte 1745 als Witwe in Dorpat)[39]
        - Barbara Hedwig Reinike (* 1676; † 1698 in Arrasch)
        - Carl Wilhelm Reinike (lebt 1720); ⚭ Christina Hoken
        - Jürgen Abraham Reinike († vor 1714)
        - Anna Helena Reinike († 25. März 1721 Duckershof), ⚭ 1683 Johann Heinrich Foss, Fähnrich und Arrendebesitzer von Gut Bombern im Kirchspiel Arrasch 1688 bis 1692

      - Johann Friedrich Reinken (lebt 1666, 1678), 1671 Korporal bei Oberst Plantings Regiment in Schweden
      - N.N. Reinken, ⚭ v. 1663 Wolfgang Buettner (1669 Ältermann der Gr. Gilde, 1682–1697 Bürgermeister Wenden), ⚭ (II) N.N. Giging
      - Joachim Henrich Reinken (* 1648 Wenden; † 1716[40] Bremen), 1693 schwedischer Kapitän in Bremen unter Oberstleutnant Neubauer[41]; ⚭ 25. September 1693 zu St. Pauli[42] Lucia Maria von Hastfer[43] (* um 1670 in Klein-Engershausen; † 3. März 1737 in Bremen; Tochter des Reineke von Hastfer und der Catharina Margaretha von Schloen gen. Tribbe)[44]
        - Helena Margarethe von Reincken (* 1695 Bremen; † vor 30. März 1736)
        - Anna Catherina von Reincken (* 12. September 1708 Bremen; † nach 30. März 1736), ⚭ Johann Lange († vor 30. März 1736)
        - Franz Reinhard II von Reincken (* 14. Dezember 1702 Bremen; † 25. Mai 1787 Halberstadt), prozessiert 1736 auf Veranlassung seiner Mutter gegen die Familie Vennigen wegen des Stammguts Klein-Engershausen. Als Leutnant, wohl im Rgt. Marwitz, September 1744 bei Prag schwer verletzt, 1748 Invalide in der Kompanie von Vergin auf Burg Regenstein, ab 1768 versetzt als Kapitän zum Berliner Landregiment[45]; ⚭ 1751 Samuelina Louisa Marie Wagner (* 1726; † 10. Oktober 1791 Halberstadt)
          - Ulrika Henriette von Reincken (* 12. Dezember 1753 Regenstein), ⚭ 1787 Soldat August Christoph Bowitz aus Halberstadt
          - Johann Joachim Friedrich von Reincken (* 24. Juni 1757 in Regenstein) ⚭ Elisabeth Schlatter
            - Samuel Eberhard Gottfried von Reincken (* 29. Juni 1789 Halberstadt)
            - Johann Carl Heinrich von Reinecke (* 17. November 1791 Halberstadt; † 20. Juli 1854) kinderlos; Rittmeister a. D., Amtmann und Kreisdeputierter[46]; Adelsstand des Königreich Preußen mit Diplom[47] vom 15. Oktober 1840 (Dezember 1856 an seine Witwe), Besitzer des Ritterguts Langenstein bei Halberstadt[48][49]

          - Marie Henriette von Reincken (* 23. März 1761 Halberstadt)
          - Franz Reinhard von Reincken (* 31. Dezember 1765 Halberstadt)
          - (?) Johann Christoph Matthias Reinecke (* 1768 Halberstadt; † 1818 Coburg); Universalgelehrter, Kartograph und Paläontologe, Schwager von Johann Matthäus Bechstein

        - Samuel Josias von Reinken (1704–1756), ⚭ (1) um 1741 mit Anna Catharina von Grote (* 1717; Tochter von Johann Ludwig Grote und Anna Sophia Gertrud Poppe); ⚭ (2) um 1753 mit Sara von der Horst; 1734 Bürgerrechte in Bremen; Inhaber eines Unternehmens zur Produktion von Riemen und Knöpfen
          - (aus 1): Lucia Maria von Reinken (* 8. September 1742 Bremen)
          - Anna Sophia Gertruth und Gesche Margaretha von Reincken (beide * 16. Januar 1744, Bremen)
          - Samuel Ernst Josias von Reinken (* 7. Juli 1745, Bremen; † nach 1798 St. Petersburg) russischer Offizier; ⚭ Dorothea Sophia Demut († nach 1837, Hebamme St. Petersburg),
          - Johann Ludwig von Reinken (* 13. Dezember 1746 Bremen; † 4. Februar 1806 ebenda), Kaufmann und Buchdrucker; ⚭ Bremen 1797 Johanna Anna Dierksen, Tochter des Diedrich Dierksen und der G. Rebecca Töpelmann (* 16. August 1770 Bremen; † 3. Oktober 1801 ebenda), Nachkommen siehe unten
          - Anna Catrina von Reincken und Margareta Clara von Reincken (* 3. Juli 1748);
          - Sophia Wilhelmina von Reincken (* 17. Juni 1750)
          - Margaretha von Reincken (* 17. März 1752)
          - (aus 2): Sara von Reinken (* 13. Januar 1754; † 2. Januar 1818), ⚭ Johann Entholt (1752–1816)

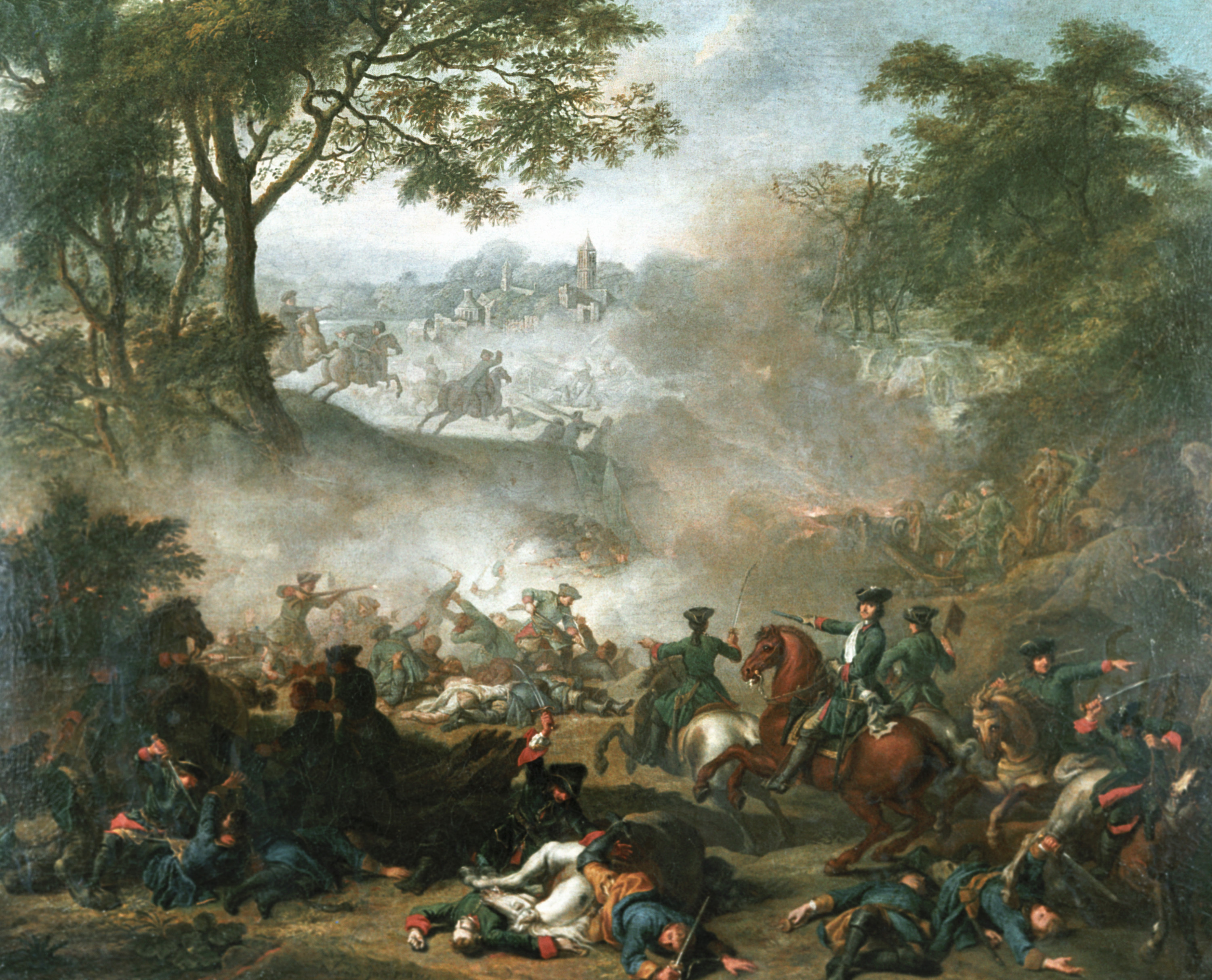
Schlacht bei Lesnaja (Jean M. Nattier, 1717)

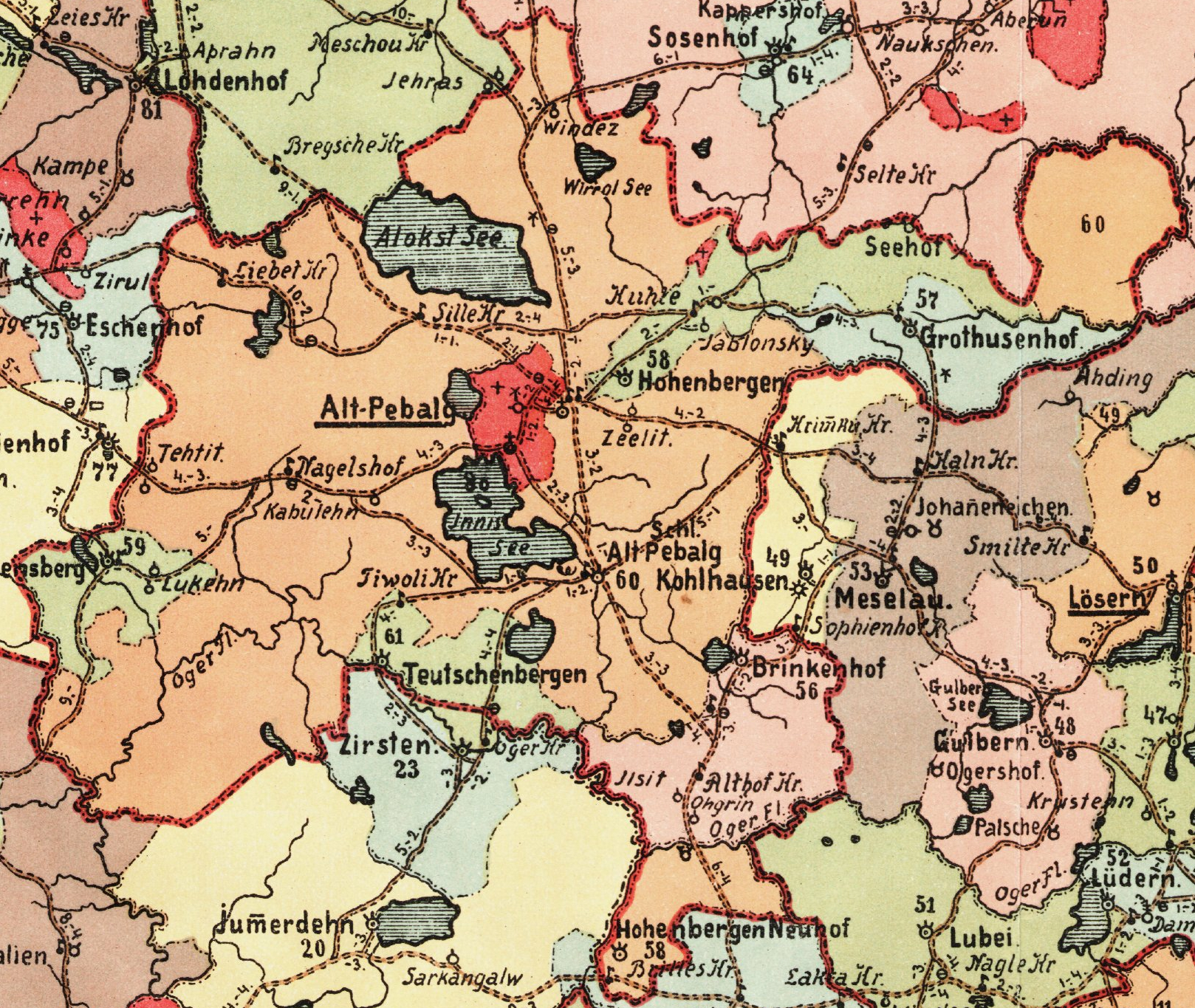
Grothusenshof in Wegekarte des Wendenschen Kreises mit den Kirchspiels- und Gutsgrenzen (1904)

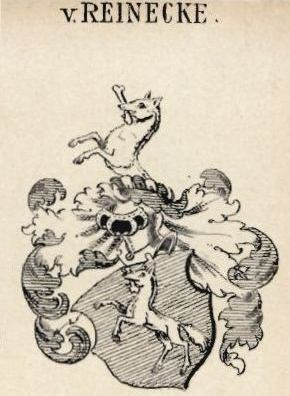
Wappen derer von Reinecke

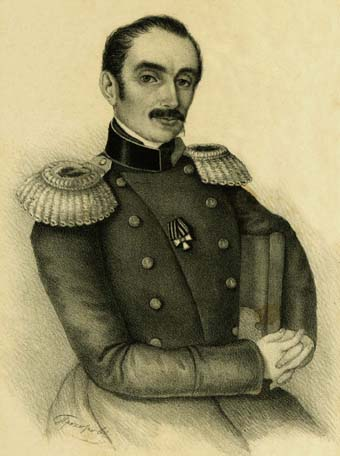
Vizeadmiral Michael Reineke (1801–1859)

            - Daniel Entholt (* um 1792)[50]

          - Reinhard von Reincken (* 1756)

### Russisch-Livländische Linie nach David II von Reinken (* 1661)
- Gustav Reincken (* 1695; † 23. August 1771); 1708 Lyzeum Riga; 1733 Cämmerier, ⚭ Eva-Sophia Linden
  - Anna Elisabeth Reincken (* um 1730 Riga)
  - Sophie Eleonore, ⚭ 1759 in Smilten mit Johann Jacob Harder (Pastor Sunzel, Rektor Lyzeum Riga)[51]
  - Gustav Georg Reincken (* 6. August 1732 Riga)
  - Carl Gustav Reincken (* 4. Mai 1736)
  - Wilhelm Johann Reincken († 1784)
- Margarethe Reinken, ⚭ 14. Januar 1719 mit Jakob Wildberg (* 1688; Militärprediger in Russland; 1718–1728 Oberpastor an der Johanniskirche zu Dorpat, 1725 geführt bei der Großen Gilde zu Dorpat; lebt 1742 in Strelitz-Alt)[52]
  - Sigismund Adam Wildberg (* 6. Oktober 1727)
- Franz von Reiniken (* 6. August 1696 Walk; † 11. Januar 1760 Grothusenshof); 1707 Lyzeum Riga; 1708 Dragonerregiment Schlippenbach, gefangen in Lesnaja; 1725 Advokat in Dorpat, später livländischer Hofgerichts-Assessor[53], 1731 in Moskau; 1733–1750 Justiz-Bürgermeister[54] in Wyborg; ⚭ (1) Christina Hedvig Havemann (* um 1711 Wyborg; † 10. Juni 1742); ⚭ (2) Anna Elisabeth Küsell bzw. Kiesel (* 1711; † 17. Oktober 1801 Grothusenshof)[1]
  - (aus 1) Franz Heinrich von Reiniken (* 17. Oktober 1733 Wyborg)
  - Johann Georg von Reiniken (1734–1735, St. Petersburg)
  - Anna Sophie von Reiniken (* 28. Februar 1736, St. Petersburg)
  - Friedrich Johann Reineke (* 2. August 1738, St. Petersburg; ⚔ gefallen als Leutnant)
  - Wilhelm Reinecke (1741 Wyborg – 1742)
  - (aus 2) Helene Catharina von Reiniken (* 1744 Wyborg; † nach 1782 Grothusenshof)[1]
  - Franz Franzewitsch Reineken (* 27. Januar 1746 Wyborg; † 7. Februar 1821 Grothusenshof); nach Verbannung[55] bis 1784 Zivilgouverneur von Kamtschatka; 1801 belehnt mit Grothusenshof, 1802 Hofrat; ⚭ Marfa Lipovcev (1764–1801 Kronstadt); 6 Söhne und 5 Töchter, von denen drei in Sibirien starben.
    - Anna Reinicke (* 1781 Kamtschatka; † 1841); ⚭ Nikolay Potemkin in Sibirien
    - Wilhelm (Vassily) Reinicke (* 1787 Irkutsk; † 23. Juni 1826 Riga), Oberstleutnant; ⚭ Johanna von Sternfeldt (lebt 1841)
      - Marie von Reinicke (lebt August 1841 bei Verpfändung von Grothusenshof an Leutnant Gustav von Krüdener)[56]

    - Nikolay Reineke (* 1791 Irkutsk – 1841 Ukraine, Chmelnyzkyj), russ. Leutnant
    - Adrian von Reineke (* 1792 Irkutsk – 1869); erwähnt 1834 als Marinekapitän
      - Nikolai und Konstantin; leben 1869

    - Alexander Franz von Reineke (* 1796 Irkutsk; † nach 1869); Marinekapitän, später Generalmajor, Kommandant von Sveaborg im Krimkrieg; pensioniert 1855; ⚭ mit N.N. Ladkin aus Reval
      - Anna Reineke und 3 Schwestern

    - Pavel von Reineke (* 1798 Irkutsk; † 1855 Sewastopol); Marinekapitän 1841; Mitglied der Expeditionen und Assistent des Bruders Michael von Reineke
    - Michael von Reineke (* 1801 Grothusenshof; † 1859 Frankfurt), Vizeadmiral, unverheiratet
    - Natalie von Reineke († nach 1841)

  - Hieronimus von Reiniken (* 12. Februar 1748 Wyborg; ⚔ 1771 bei Bender) Ingenieur-Leutnant
  - Elisabeth Lucie von Reiniken (* 23. Dezember 1751 Stürzenhof)
  - Adrian Carl Reinecke (* 29. Januar 1753 Stürzenhof; ⚔ 23. Juni 1773 als Midshipman bei den Dardanellen)
  - Gerdrutha Charlotte Reinecke (* 1754 Stürzenhof in Livland)
- Johann Reinecke (* um 1690; † nach 1734), 1710 schwedische Infanterie, um 1733 Kapitän

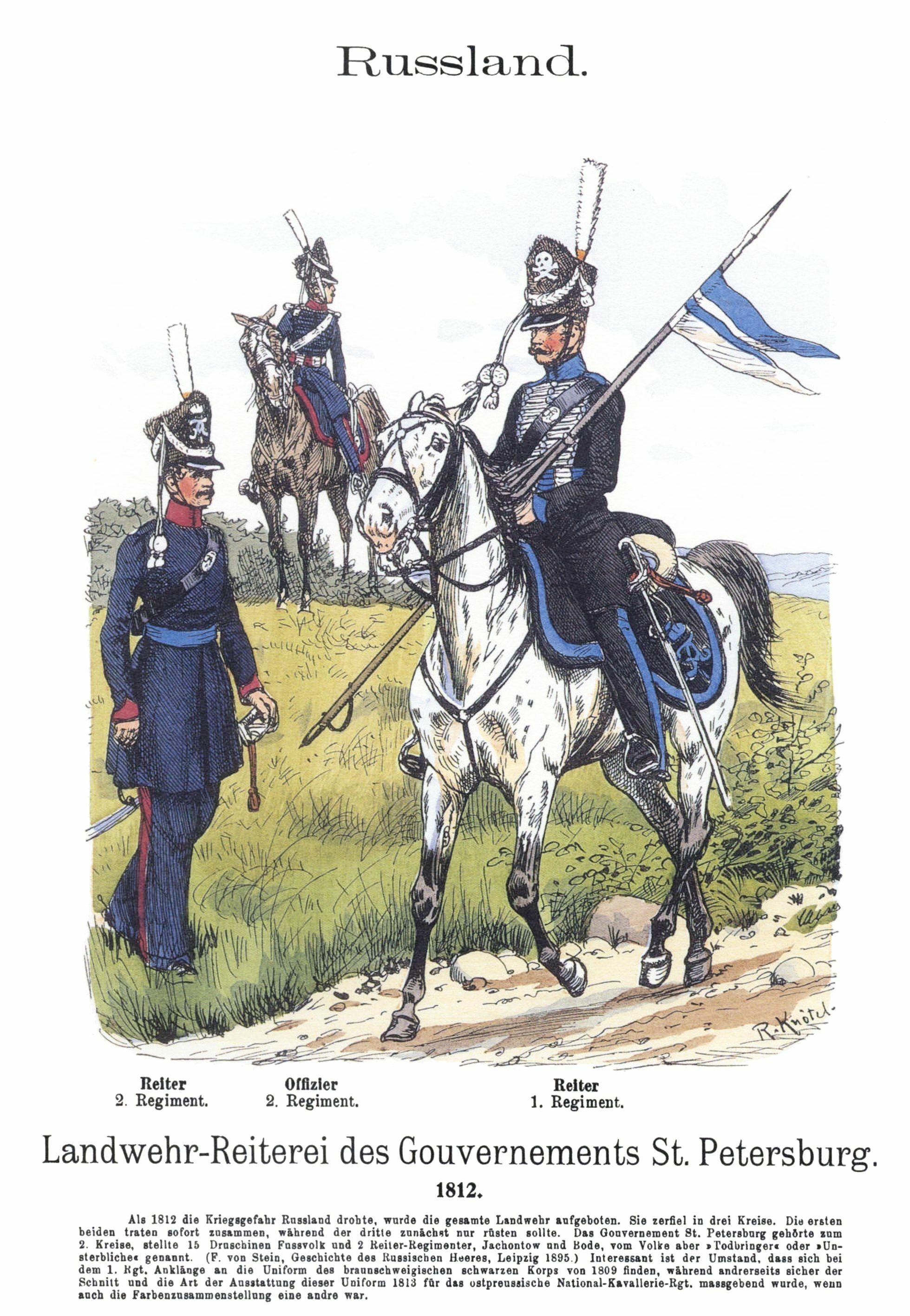
1. Freiwilliges Kosakenregiment der St. Petersburger Miliz

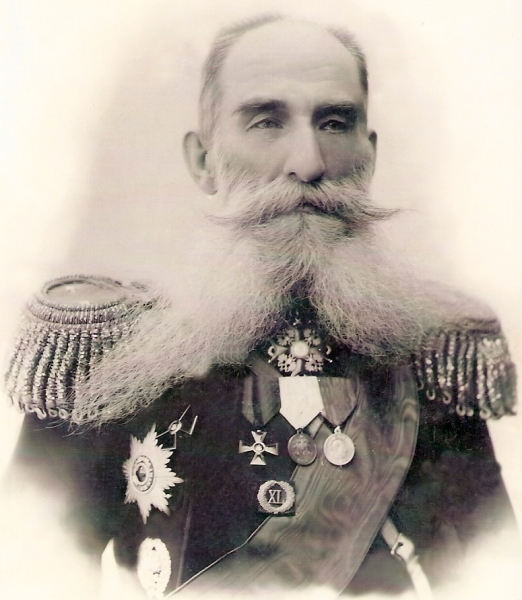
Alexander Karl von Reinecke (1833–1911), Aufnahme von 1887

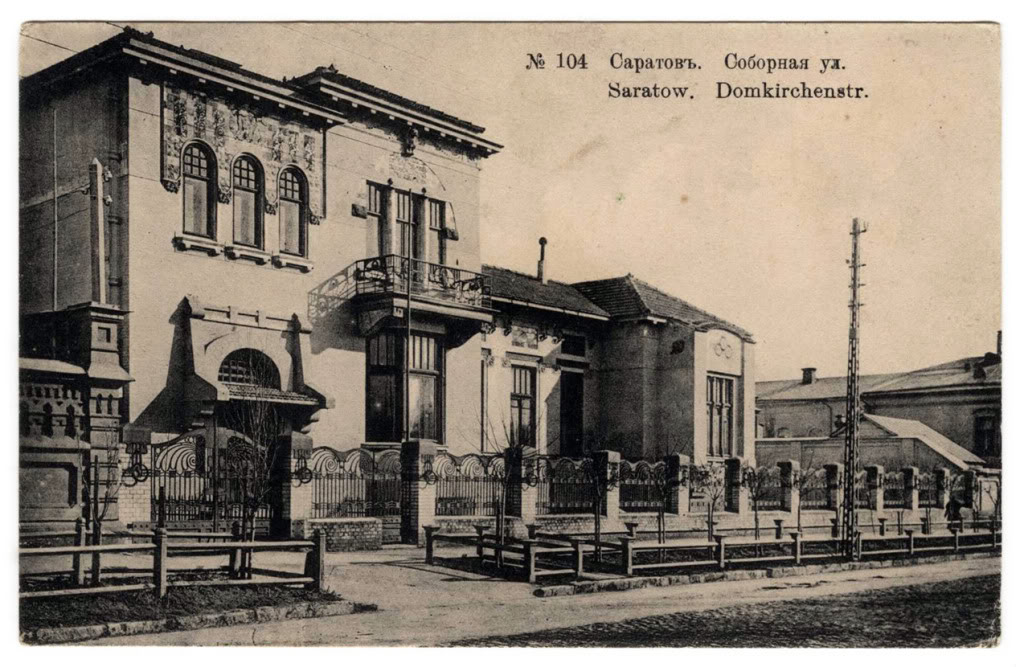
Villa Reineke in Saratow

### Russische Linie nach Samuel Ernst Josias von Reinken (* 1745)
- Jakob Georg von Reinecke (* 4. Juni 1790 St. Petersburg; † 26. Oktober 1868 Rostock); ⚭ (1) Sophia von Brevern; ⚭ (2) Maria von Schulinus (Tochter des Generalmajors Ritter Karl von Schulinus[57]); ⚭ (3) Marianna Eleonora Schaff (* 1811 Dresden; † 1904 Rostock); Juli 1812 Leutnant im 1. St. Petersburger freiwilligen Kosakenregiment, 1814 Schlacht bei Fère-Champenoise und verwundet bei Paris; 1834 russischer Generalkonsul in Rostock[58]; 1840 Russische Wappenmehrung, erblicher Adliger der Provinz St. Petersburg, Freimaurer der Großloge Astrea
  - aus (1): Sophia von Reinecke (* 27. Juni 1822)
  - Ekaterina von Reinecke (* 1824 St. Petersburg; † 1878 St. Petersburg)[59]
  - Matilda Eleonora von Reinecke (* 1825 St. Petersburg; † 1865 Rostock); ⚭ Harald (Harry) Sansum († Rostock)
  - Maria von Reinecke (* 2. Juni 1828 St. Petersburg)
  - Elisabeth von Reinecke (* 2. Juni 1828 St. Petersburg)
  - aus (2): Konstantin von Reinecke (* 25. Juli 1841 Rostock; † 31. Oktober 1866 Rostock)
  - Alexander Karl von Reinecke (* 1833 Rostock; † 1911 St. Petersburg), russ. Generalleutnant, Direktor des Kadettenkorps; ⚭ Sophia Alexandrina Kuriloff (* 1842 Berlin; † 1914 St. Petersburg)
    - Sophia von Reinecke, verh. Kresanov (* 1862 St. Petersburg; † 1938 St. Petersburg)
    - Georg Konstantin von Reinecke (* 1865 St. Petersburg; † 1931) Beamter; ⚭ Maria Andreev
      - Alexandr von Reinecke (* 16. Juli 1887 Tver)
      - Maria von Reinecke (* 7. Juni 1889 Tver)

    - Alexander von Reinecke (* 5. März 1872 St. Petersburg; † 1940), Ingenieur; ⚭ (1) Apollinaria Guslistov; ⚭ (2) Rimma Guslistov (1895–1984)

      - Viktor von Reinecke (* 17. August 1904)
      - Igor von Reinecke (* 1918 St. Petersburg; † 1993 Moskau)

    - Peter von Reinecke (* 1880 Tver; † 1919), Hauptmann im Ismailowski Leibgarde-Regiment; ⚭ 1906 mit Nina Evgenievna Pieper aus Finnland
      - Tamara Petrova von Reinecke (1908–1986)
      - Andrei von Reinecke (1910–1942)
- Alexander Leopold von Reinecke (* 4. Dezember 1798); um 1830 Offizier im Kiewer Husarenregiment

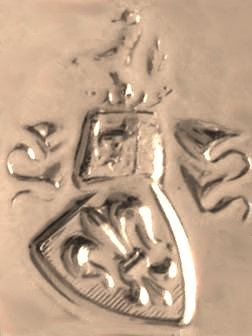
Siegel der Carola von Reinken, um 1910

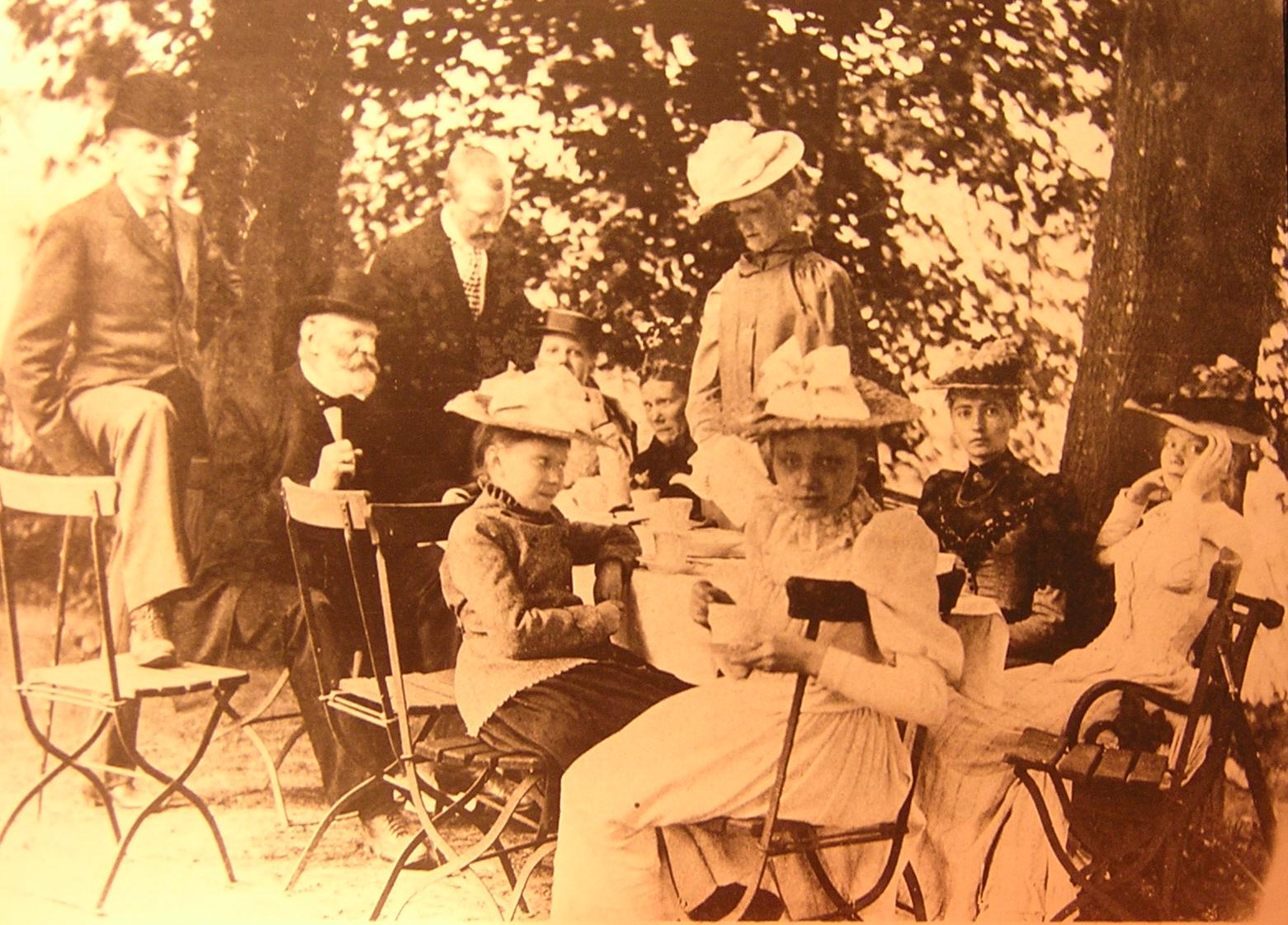
Daniel von Reinken im Kreise der Familie, Margarethe, vorn, blickt in die Kamera, (1890)

### Bremer Linie nach Johann Ludwig von Reinken (* 1746)
- Johann Samuel Josias von Reinken (1797–1870), Küper für Tabakfracht, ⚭ Christine Charlotte Hedwig Brand (1802–1888); wohnten Contrescarpe 152 in Bremen[60]
  - Johann Ludwig von Reinken (* 1. Oktober 1826 Bremen; † 13. März 1839 ebenda, beim Schlittschuhlaufen ertrunken)
  - Daniel von Reinken (* 18. November 1831; † 28. März 1894); ⚭ Anna Marie Sievers (1839–1914)[61]; wohnt 1866 Olberstrasse 25, 1893 Contrescarpe 152[62] in Bremen; 1879 Kaufmann, zusammen mit A. Ph. von Harlessem[63] Teilhaber des Tabakhandels Reinken & Co. (Schlachtpforte 6), um 1893 Inhaber dieser Firma (Obernstraße 21)
    - Carl von Reinken (1873–1947), Doktor der Philosophie; ⚭ Mannheim 1910 Carola Hammer (1884–1983)[64]
      - Liselotte Carolina von Reinken (* 9. August 1911, † 18. August 2005), kinderlos
      - Ursula von Reinken (* 12. Januar 1920; † 1. Februar 2013), kinderlos
      - Maria Elisabeth von Reinken (* 1. Februar 1921, † 5. September 2015)

    - Catherina-Margarethe von Reinken (* 1863 Bremen; † 1893 Mannheim); ⚭ Bremen 1886 Dr. Ernst Schulze (* 1859 Charlottenburg), Chemiker in Bochum
    - Johann (Hans) Daniel von Reinken (1866–1929), wohnte Contrescarpe 152[65], später Roonstraße 75[66] in Bremen, Senatspräsident des Oberlandesgerichts[67]; ⚭ 1896 Luise von Bayer-Ehrenberg (1875–1933), kinderlos
    - Hugo Diedrich von Reinken (* 1872 Bremen), Handelsvertreter und Sachverständiger, wohnte Oktober 1931 in Mannheim, Stefanienufer 6; ⚭ 1906 Johanna Eckhardt (* 28. Juni 1885 als Pfarrerstochter Amt Sinsheim in Baden), 3 Töchter
    - Margarethe von Reinken (1877–1962)
    - Annemarie von Reinken (* 1868 Bremen; † 1918 Friedrichroda); ⚭ 1892 Georg Wilhelm Conradt, Telegraphen-Direktor (* 1851 Cöslin; † 1932 Friedrichroda, Sohn des Postexpedienten August Ludwig Wilhelm Conradt), ohne Nachkommen
    - Hedwig Christine von Reinken (1875–1947); ⚭ Bremen 1912 Paul Friedrich Wollburg, Architekt (* 1877 Posen; ⚔ 1915 Gombin)
    - Daniela von Reinken (* 1881 Bremen; † 1954 Sao Paulo); ⚭ Bremen 1913 (1) Dr. jur. Rudolf Conradt[68] (* 1884 Frankfurt/M.; ⚔ 1915 in Russland); ⚭ Bremen 1919 (2) Carl-Gebhard Fürst (* 23. März 1878 Bremen; † ca. 1946 Sao Paulo) (Sociedade Técnica Bremensis S.A.[69], 1936 Vertreter für die Auto Union AG[70]); zogen ab 1920 nach Brasilien[71]; Schwiegereltern von Lilo Ramdohr

  - Christine Charlotte Hedwig von Reinken (1836–1889); ⚭ Bremen 1859 Kaufmann Carl Johann Meyer (1834–1917), Teilhaber der Firma Ant. Ankersmit & Co., Sohn des Tabakfabrikanten Johann Henrich Meyer aus Oldenburg, ohne Nachkommen
  - Johann Ludwig Josias von Reinken (* 11. März 1839, Bremen; † 18. Oktober 1891 Missouri), ohne Nachkommen